# Pierre Mac Orlan
Pierre Mac Orlan es el pseudónimo de Pierre Dumarchais (Péronne, 26 de febrero de 1882 - Saint-Cyr-sur-Morin, 27 de junio de 1970) fue un polifacético escritor francés.
Aunque quiso ser pintor, fue poeta, periodista, autor de letras de canciones, novelista, guionista y sátrapa del Colegio de Patafísica. Sus canciones fueron interpretadas por Monique Morelli, Juliette Gréco y Germaine Montero.
En 1950 fue elegido miembro de la Academia Goncourt.

## Obra

### Guiones
- La bandera, dirigida por Julien Duvivier (1935)
- Quai des brumes, adaptada por Jacques Prévert y dirigida por Marcel Carné (1938)
- François Villon, dirigida por André Zwobada (1945)
- Marguerite de la nuit, de Claude Autant-Lara (1956)

### Escritos
- Mademoiselle de Mustelle y sus amigas ([1911])
- La risa amarilla (1913)
- El canto de la tripulación (1918)
- Pequeño manual del perfecto aventurero (1920)
- El negro Léonard y el amo Jean Mullin (1920)
- La inflación sentimental (1922)
- Malicia (1923)
- La venus internacional (1923)
- Simone de Montmartre (1924)
- El muelle de las brumas (1927)
- Calle Saint Vincent (1928)
- Renania (1928)
- Las aventuras de Miss Fanny Hill (1929)
- La primavera (1930)
- La bandera (1931)
- Barrio prohibido (1932)
- A bordo del Estrella de la Mañana (1934)
- La noche de Zeebrugge (1934)
- Máscaras a medida (1937)
- Margarita de la noche (1941)
- La cruz, el ancla y la granada (1944)
- Montmartre (1945)
- Père Barbançon (ilustrado por Gus Bofa)
- Courbet (1951)
- Canciones para acordeón (1953)
- Poesías completas (1954)
- La linterna sorda (1953)
- Picardía (1964)
- Memorias en canciones (1965)

#### Publicaciones póstumas
- Los clientes del perro amarillo (1978)
- Bajo la luz fría (1979)
- Mademoiselle Bambi (1982)
- El baile del puente del Norte / Entre dos días (1984)
- Crónica de los días desesperados / Las vecinos (1985)
- El ancla de misericordia (1986)
- El asesino número °2 (1991)
- La danza macabra (1991)
- Toulouse-Lautrec, pintor de la luz fría (1992)
- El campo Domineau (1993)
- La encrucijada de los tres cuchillos (1999)